# استان به‌وز
استان به‌وز (به لهستانی: Bełz Voivodeship}} یک استان در پادشاهی لهستان (۱۳۸۵–۱۵۶۹) است.